# Sandra Laureano
Sandra Laureano (9 de marzo de 1987) es una cantante, bajista y modelo croata, reconocida por haber sido la vocalista de la banda sueca de metal sinfónico Therion y por su participación en la agrupación rusa de metal gótico Kein Zurück.

## Carrera
Sandra nació en Croacia y se mudó a Rusia en su adolescencia. Allí empezó a tocar el bajo y a cantar en algunas bandas locales. En 2008 conformó la agrupación de metal gótico Kein Zurück, con la que grabó el álbum Aetas en 2010. También en Rusia, integró las agrupaciones de black metal Holdaar y Thunderstorm. En 2009 obtuvo un grado en idiomas en la Universidad Estatal de Moscú. En 2014 se graduó en el Conservatorio Estatal de Moscú en técnica vocal. El 10 de mayo de ese mismo año fue presentada como nueva vocalista de la agrupación sueca de metal sinfónico Therion en reemplazo de Lori Lewis, que por razones familiares tuvo que retirarse de las giras con la banda.
Debutó con la agrupación sueca en la localidad de Sölvesborg en el marco del Sweden Rock Festival de 2014. Sin embargo, Sandra, una soprano dramática, no pudo encajar correctamente en el estilo de todas las canciones, por lo que fue reemplazada por Isa García Navas.
Laureano ha brindado recitales como solista en gran variedad de escenarios. En 2011 cantó ante más de 90 ministros de salud en una conferencia de la Organización Mundial de la Salud celebrada en Moscú y ha hecho parte de una gran cantidad de producciones teatrales. También se ha desempeñado en el mundo del modelaje.

## Discografía

### Kein Zurück
- Aetas (2010)